# Ömer Erdoğan
Ömer Erdoğan (* 3. Mai 1977 in Kassel) ist ein ehemaliger deutsch-türkischer Fußballspieler und -trainer.

## Spielerkarriere

### Vereine
Ömer Erdoğan begann seine Karriere bei Hessen Kassel. 1997 wechselte er zum Zweitligisten FC St. Pauli und verpasste dort knapp den Aufstieg in die Fußball-Bundesliga. Nach nur einer Saison verließ Ömer St. Pauli und ging in die Türkei.
Dort spielte er für Erzurumspor und Diyarbakırspor. Der Traditionsklub Galatasaray Istanbul verpflichtete Ömer im Jahr 2003, dort kam er über die Reservistenrolle nicht hinaus und verließ den Klub. Er spielte danach zwei Jahre für Malatyaspor. Ab 2006 spielte Ömer Erdoğan für Bursaspor. Mit dieser Mannschaft wurde er in der Saison 2009/10 als Kapitän türkischer Meister.
Er beendete 2013 seine Karriere in Bursaspor. Sein Abschiedsspiel war am 33. Spieltag gegen Eskişehirspor.

### Nationalmannschaft
Ömer Erdoğan wurde zum ersten Mal in seiner Karriere für die ersten beiden Qualifikationsspiele der Fußball-Europameisterschaft 2012 in den Kader der Türkischen Nationalmannschaft nominiert. Sein Debüt machte er dabei am 3. September 2010 im Qualifikationsspiel gegen die Kasachische Fußballnationalmannschaft in der kasachischen Hauptstadt Astana.

## Trainerkarriere
Nach seinem Karriereende zum 2013 wurde ihm von Bursaspor ein Co-Trainerposten angeboten, womit Erdoğan dem Cheftrainer Hikmet Karaman assistieren sollte. Dieses Angebot lehnte er ab.
Ende Juni 2013 gab er bekannt, dass er seinem alten Trainer Ertuğrul Sağlam, mit dem er bei Bursaspor türkischer Meister wurde, bei dessen neuem Arbeitgeber Eskişehirspor als Co-Trainer assistieren werden. Zudem trainiert er die Reservemannschaft des Klubs, Eskişehirspor A2.
Nachdem Erdoğan die erste Jahreshälfte 2020 Fatih Karagümrük SK trainiert hat, betreut er seit der Saison 2020/21 Hatayspor.

## Erfolge

### Als Spieler
Bursaspor
- Türkischer Meister: 2009/10
- Tabellendritter der Süper Lig: 2010/11
- Türkischer Pokalfinalist: 2011/12